# Pseudoneothemara
Pseudoneothemara este un gen de muște din familia Tephritidae.

Cladograma conform Catalogue of Life:
| Pseudoneothemara | \| \| Pseudoneothemara exul \| \| \| \| \| \| Pseudoneothemara repleta \| \| \| \| |
|                  | \| \| Pseudoneothemara exul \| \| \| \| \| \| Pseudoneothemara repleta \| \| \| \| |
|                  | Pseudoneothemara exul                                                              |
|                  |                                                                                    |
|                  | Pseudoneothemara repleta                                                           |
|                  |                                                                                    |